# 1408 (opowiadanie)
1408 – opowiadanie Stephena Kinga opublikowane po raz pierwszy w 1999 roku, jako drugie opowiadanie w kolekcji audiobooków Blood and Smoke. W 2002 roku pojawiło się w zbiorze Wszystko jest względne (2002).

## Ekranizacja
Opowiadanie zekranizowano w 2007 roku. Film wyreżyserował Mikael Håfström, a główne role zagrali John Cusack, Samuel L. Jackson oraz Mary McCormack.